# Премьера сериала
Премьера сериала — первая серия телесериала. В США многие премьеры сериалов транслируются осенью или весной или в конце зимы.

## Отличия от пилотного эпизода
Первая серия телесериала часто возникает как пилотный эпизод, отдельный эпизод, который используется для телевизионного шоу. На момент своего создания пилот должен был стать испытательным полигоном, чтобы оценить, будет ли серия успешной. Таким образом, пилотный эпизод в подавляющем большинстве является наиболее распространенным названием, используемым для премьеры сериала.
Иногда пилотный эпизод сериала может транслироваться как более поздний эпизод или вообще никогда не транслироваться. Для канадской сверхъестественной драмы «Зов крови» пилот, который вещал канал «Showcase», серия «Vexed», была использована в качестве восьмой серии первого сезона. В случае с сериалом «Светлячок» оригинальный пилот («Serenity») должен был стать премьерой сериала, но был отклонен, и новый первый эпизод, «Train Job», был снят специально для трансляции.
Другие телесериалы заказывают «прямо к сериалу», где сеть заказывает сезон без просмотра каких-либо снятых эпизодов, поэтому ни один эпизод не считается пилотным. Прямая модель серии обычно используется, когда устоявшийся талант прикреплён к серии или она основана на устоявшейся собственности или франшизе. «Удивительные истории» (1985) считается одним из первых сериалов, показанных без пилота. Модель выросла с тех пор, как Netflix популяризировал её.

## Самые просмотренные премьеры сериала в США
| Ранк | Сериал                | Зрители (в млн.) | Рейтинг | Дата                     | Сеть |
| ---- | --------------------- | ---------------- | ------- | ------------------------ | ---- |
| 1    | «Другой мир»          | 38.9             | 31.3%   | 24 сентября 1987         | NBC  |
| 2    | «Босс под прикрытием» | 38.7             | 19.1%   | 7 февраля 2010           | CBS  |
| 2    | «Супербоул XLIV»      | 75.5             | 33%     | 7 февраля 2010           | CBS  |
| 3    | «Последний участок»   | 39.7             | н/д     | 26 января 1986           | NBC  |
| 4    | «Долли»               | 37.4             | 24.7%   | 27 сентября 1987         | ABC  |
| 5    | «Шкаф Вероники»       | 35.07            | 23.3%   | 25 сентября 1997         | NBC  |
| 6    | «Твин Пикс»           | 34.6             | 21.7%   | 8 апреля 1990 (два часа) | ABC  |
| 7    | «Братья и сёстры»     | 31.722           | н/д     | 21 января 1979           | NBC  |
| 8    | «Полный дом»          | 31.3             | 21.7%   | 22 сентября 1987         | ABC  |
| 9    | «Розанна»             | 30.8             | 23.7%   | 18 октября 1988          | ABC  |
| 10   | «Большой шлем»        | 30.765           | н/д     | 28 января 1990           | CBS  |
| 11   | «Подводная одиссея»   | 30.4 (20-22)     | 17.8%   | 12 сентября 1993         | NBC  |
| 12   | «Куриный суп»         | 30.2             | 21.8%   | 12 сентября 1989         | ABC  |
| 13   | «Внезапно Сьюзан»     | 30.1             | 20.4%   | 19 сентября 1996         | NBC  |
| 14   | «Кэролайн в городе»   | 30.0             | 20.5%   | 21 сентября 1995         | NBC  |
| 15   | «Дельта»              | 30.0             | 20.5%   | 15 сентября 1992         | ABC  |
| 16   | «Дорогой Джон»        | 30.0             | 19.8%   | 6 октября 1988           | NBC  |
| 17   | «Одинокий парень»     | 29.1             | 19.2    | 21 сентября 1995         | NBC  |
| 18   | «Фрейзер»             | 28.1             | 19.3%   | 16 сентября 1993         | NBC  |